# Gisela Anton
Gisela Anton (Bullay, 1955) es una física alemana.

## Carrera profesional
Comenzó a estudiar física en Bonn en 1973. En 1975, ingresó y ganó el Premio de Jóvenes Científicos (Bundessieger Jugend). En este concurso conoció a Frank Anton, con quien se casó en 1979. Después de obtener su Ph.D. en 1983, trabajó en el Instituto de Física de la Universidad de Bonn de 1984 a 1995, pero también se dedicó a trabajos de investigación en Saclay (1990-1991) y Mainz (1991-1992), terminando como Catedrática de Física Experimental en la Universidad. de Erlangen-Nuremberg .

## Trabajo
Su carrera ha incluido trabajar en el campo de la física de altas energías y el Acelerador de Partículas ELSA en Bonn y diseñar el detector Amadeus. Por este trabajo fue galardonada con el Premio Gottfried Wilhelm Leibniz (1994) y el Bundesverdienstkreuz (Cruz Federal del Mérito ) (1995). Estudió las resonancias bariónicas mediante fotones reales.
Exploró los sensores acústicos para el telescopio de neutrinos ANTARES
También es fundadora del ECAP (Centro Erlangen de Física de Astropartículas).

## Premios
- Bundessieger Jugend forscht, 1975
- Gottfried-Wilhelm-Leibniz-Preis, 1994
- Preis für gute Lehre des Bayerischen Staatsministeriums für Wissenschaft, Forschung und Kunst 2000
- Campeón Nacional de Investigación Juvenil, 1975
- Premio Gottfried Wilhelm Leibniz, Fundación Alemana de Investigación, 1994
- Bundesverdienstkreuz am Bande, 1995[4]
- Precio por la buena docencia del Ministerio de Ciencias, Investigación y Artes del Estado de Baviera, 2000
- Bayerischer Verdienstorden, 2009
- Bayerischer Maximiliansorden für Wissenschaft und Kunst, 2010